# Bahram Vallis
La Bahram Vallis è una struttura geologica della superficie di Marte.